# Xanthina nigromaculata
Xanthina nigromaculata är en tvåvingeart som beskrevs av Van Duzee 1931. Xanthina nigromaculata ingår i släktet Xanthina och familjen styltflugor.
Artens utbredningsområde är Panama. Inga underarter finns listade i Catalogue of Life.